# Cambra de Castella
La Cambra de Castella fou un consell privat de la Monarquia espanyola, encarregat d'aconsellar al rei en els nomenaments, l'administració de la gràcia i mercès reals, concepte jurídic propi del poder que exerceixen els reis per la seva mera voluntat.
Va ser fundat el 1518 per Carles V del Sacre Imperi Romanogermàni. El seu origen està en el Despatx de la Cambra que ja funcionava en el regnat dels Reis Catòlics. Des de 1528 comencen a redactar-se instruccions per regular el seu funcionament. En les instruccions de 1588 es parla de tres secretaries: de cambra o gràcia, d'oficis de justícia i de patronat reial.
Va existir una vinculació estreta entre el Consell de Castella i el Consell de Cambra de Castella, d'aquesta manera, compartien el President del Consell de Castella, i tots els consellers de la Cambra eren també del Consell de Castella, a més tenia un secretari real. En ser una comissió reduïda del Consell de Castella, però separat d'aquest, funcionava com a despatx secret i reservat.
L'extensió territorial de la seva actuació fou la Corona de Castella, i, a partir de 1707, també la Corona d'Aragó, per la qual es va crear una nova secretaria.
Les seves atribucions eren:
- Proposar al rei persones per a les places dels consells, cancelleries i audiències i altres oficis de justícia
- Proposar els arquebisbes, bisbes i altres prebendes i dignitats eclesiàstiques
- Expedir les gràcies de grans d'Espanya i altres altes ocupacions
- Convocar les Corts de Castella del regne per al jurament dels reis i prínceps hereus i altres assumptes públics de la major consideració.
- Moltes altres mercès i regalies: perdons, legitimacions, llicències de majorat, exempcions de vila, cartes de naturalesa, llicències per a mines o molins...
- Assumptes relacionats amb els majorats.

El Consell de Cambra de Castella també intervenia en el procés legislatiu del regne de Navarra, ja que era l'encarregat de transmetre les disposicions legals a virrey de Navarra i al Consell Reial de Navarra, amb una real cèdula que contenia l'ordre de compliment signada pel rei.
Encara que les seves decisions no necessitaven ser remeses a cap altra instància, les gràcies concedides en la càmera que lesionessin drets de tercers podien donar origen a un recurs de retenció en el Consell de Castella. En 1834, tant el Consell Real de Castella com la Cambra de Castella acaben sent eliminats.